# Мелена
Меле́на (лат. melaena, от др.-греч. μέλαινα νόσος — «чёрная болезнь»; синонимы: чёрная болезнь Гиппократа, дёгтеобра́зный стул) — чёрный полужидкий стул с характерным неприятным запахом, образующийся из крови под влиянием содержимого желудка и кишечника. Появление мелены является важным симптомом желудочно-кишечного кровотечения.
Даже умеренные кровотечения (50 — 100 мл) обусловливают чёрный цвет испражнений, не проявляясь сколь-нибудь выраженными субъективными расстройствами. При более обильных кровотечениях мелена проявляется через 30 мин — 2 ч и сопровождается симптомами острой кровопотери.
Мелену следует дифференцировать от случаев окраски кала в чёрный цвет под влиянием некоторых продуктов (чёрная смородина, черника, свекла и др.), а также некоторых медикаментов (препараты висмута и железа, активированный уголь и др.). В сомнительных случаях для подтверждения наличия крови в кале применяется бензидиновая проба.

## Лечение
При появлении мелены необходимо немедленно вызвать скорую медицинскую помощь; пищу и напитки не принимать, кроме холодной воды; при появлении симптомов анемии (бледность, одышка, сердцебиения, потери сознания) следует лежать до приезда врачей.